# Romain Malassis
Pour les articles homonymes, voir Malassis.
Romain Malassis (de son nom complet Romain Nicolas Malassis)  (1737 - 1813) est un imprimeur brestois, ancien maire de la ville et député du Finistère à l'Assemblée nationale législative.

## Biographie

### Sa famille
Romain Nicolas naît le 14 avril 1737 à Brest dans une famille d'imprimeurs originaire de Rouen. Son père, Romain Nicolas Malassis (1714-1757), est en effet imprimeur du roi et de la Marine à Brest, succédant dans ces fonctions à son père et son grand-père, garde-scel du corps de ville (1748), premier conseiller (1753) puis procureur-syndic de la ville de Brest (1756), directeur de l'hôpital de Brest (1755). Romain sera donc la quatrième génération de Malassis imprimeur à Brest. Sa mère est Julienne Allain.
Il épouse en 1772 à Quimper Jeanne Périer, fille de l'imprimeur de Quimper Simon-marie Périer. 
Le couple aura trois enfants : 
- Marie Simone Malassis (née le 26 janvier 1773), qui épouse par la suite un imprimeur de Nantes, Mellinet.
- Romain Guy Marie Malassis (né le 23 juillet 1774), qui reprend la succession de son père au 55 rue impériale, mais décède avant lui le 7 novembre 1812.
- Jeanne Marie Malassis (née le 10 novembre 1776), qui meurt à dix-neuf ans le 31 mars 1796 (11 germinal an IV), quinze mois après son mariage le 29 décembre 1794 (9 nivôse an III) avec François-Renan Corré Villeson, employé civil des bureaux de la Mairie.

### Sa carrière d'imprimeur-libraire
Lorsque son père décède brusquement le 30 décembre 1757 (parmi les premiers touchés par l'épidémie qui sévit à Brest de novembre 1757 à mars 1758), il a quelques difficultés à se faire reconnaître par le Conseil d'État comme imprimeur. 
En effet, bien que la place d'imprimeur du Roi à Brest ait été établie par un arrêt de 1704, elle avait été omise dans le règlement de 1739, qui fixait les imprimeurs dans les villes du Royaume. Il lui faudra attendre un arrêt du Conseil en date du 30 avril 1758 pour se voir confirmé comme successeur de son père en tant qu'imprimeur du Roi et de la Marine pour Brest.
Son imprimerie se trouve Grande-Rue (ou Rue impériale) au n°55 de 1758 à 1800. Il y occupe cinq compagnons. Son matériel comprend quatre presses et neuf fontes de caractères (le petit canon, le parangon, le gros romain, le Saint-Augustin, le cicéro, le petit romain, le petit texte, la bâtarde coulée sur le corps de trismégiste et la financière).
Malassis aurait dû être le seul imprimeur de Brest mais, profitant de l'incertitude dans laquelle il se trouvait, un nouvel imprimeur s'installa à Brest, et y restera, en dépit de ses protestations.
Lorsque la Révolution arrive, abolissant les droits royaux, Malassis a à faire face à de nouveaux concurrents. Ajouté aux conséquences de sa carrière politique, Malassis est ruiné en 1797. Son fils relèvera l'imprimerie à partir de 1800.

### Fonctions politiques
Il est conseiller de la ville de Brest et capitaine de la milice bourgeoise de 1763 à 1766. Il renonce à cette charge car elle lui prend trop de temps. 
Il est membre de l'administration municipale de Brest à partir de 1790.
Le 23 septembre 1791, il est élu député du Finistère à l'Assemblée législative.
Au sein de cette assemblée, il sera membre du comité de marine, et auteur à ce titre de plusieurs rapports imprimés. 
Durant tout son mandat, il maintient avec l'aide de son collègue député Blaise Cavellier avec la municipalité de Brest, l'informant régulièrement des évolutions de l'assemblée du 1er octobre 1791 au 28 mai 1792. Cette correspondance sera d'ailleurs publiée régulièrement sous la forme de bulletins, lesquels maintiendront la population brestoise, et notamment la flotte très informée des évolutions de la Révolution.
Son mandat expiré (21 septembre 1792), il est élu Maire de Brest le  25 décembre 1792, par 704 voix sur 1053 votants. Il est en poste en juin et juillet 1793 à l'époque des insurrections fédéralistes, crise aiguë des luttes contre la Montagne, conduisant à l'envoi de fédérés brestois à l'armée du Calvados. S'étant prononcé en faveur des Girondins, il est cité devant la Convention (décret du 9 août 1793), et est placé, à Paris, sous la surveillance du Comité de salut public. Il ne sera libéré que le 17 octobre 1794 (26 vendémiaire an III), évitant le tribunal révolutionnaire.
À la fin de la politique de la Terreur, la Convention envoie à Brest deux nouveaux représentants, qui viennent prendre la place de Jeanbon Saint-André et Prieur de la Marne. Il s'agit des conventionnels Amable Faure et Bernard Thomas Tréhouart de Beaulieu. Ceux-ci le nommeront en février 1795 membre de la commission administrative du district de Brest, instituée pour panser les plaies de la Terreur. 
Les successeurs de Faure et Tréhouart, les conventionnels Julien-François Palasne de Champeaux et Jean-Nicolas Topsent iront plus loin lors du nettoyage anti-terroriste de Brest, en décidant de remplacer la municipalité en place. Ils désigneront Romain pour devenir maire de Brest à partir d'avril 1795. Il retrouve donc son poste de maire, perdu en 1793.
Sa nomination ne devait pas être trop contraire aux envies des bourgeois brestois, puisque lors des élections municipales en septembre 1795, il est élu en tête de liste par 442 voix. Mais Malassis refuse d'accepter, prétendant « qu'il était dans les administrations depuis le commencement de la Révolution ». Il cède sa place à Gillart.
En 1797, il accepte les fonctions d'assesseur du juge de paix.
Vers 1800, il confie la direction de l'imprimerie à son fils Romain-Guy-Marie, et se retire alors à Guipavas, dans une propriété donnant sur l'anse de Kerhuon. 
Il meurt à Brest le 13 avril 1813, à l'âge de 76 ans.

### Keroual
En septembre et novembre 1790, Romain Malassis tentera de se porter acquéreur du château de Keroual, vendu comme bien national car appartenant aux biens de la Couronne. Il formule une soumission une première fois en septembre 1790. En novembre, il fait une nouvelle soumission et selon les experts, dont Hamon Pallier, de Guilers, l'estimation des biens (le manoir, les moulins, Keriolet, Keroual bras, Keroual bihan, Pennaros et Feunteun Viler) s'élève à un revenu de 2 704 livres dont Malassis offre vingt-deux fois la valeur soit 59 488 livres.

## Publications
On trouvera ci-dessous quelques-unes des publications de Romain Malassis.
- Description du bagne pour loger à terre les galériens ou forçats de l'arsenal de Brest, projetté, bâti, dessiné et gravé par M, Choquet. — Brest, Romain Malassis, 1759, 4 p. et II gr. pl. (titre rouge et noir).
- Nouveau Tableau de la mer, où l'on voit en général l'état de ceux qui s'embarquent. Avec un détail très curieux du combat et de la manière dont on s'y dispose. Nouvelle édition, corrigée de nouveau et mise en vers François, augmentée du cantique de Notre-Dame de la Garde pour les mariniers (Armes de Brest). — A Brest, chez Romain Malassis, imprimeur du Roi et de la marine. M. DCC. LXI, in-8°, 23 p.
- Traité d'optique par M. Smith, traduit de l'anglais. — A Brest, chez Romain Malassis, imprimeur ordinaire du Roi et de la marine. M. DCC. LXVII, in-4°, 739 p..
- Caton d'Utique, tragédie de M. Addison, traduit de l'anglais par M. Guillemard, écrivain de la marine et des classes, secrétaire de l'Intendance de Marine en Bretagne. — A Brest, chez Romain Malassis, imprimeur ordinaire du Roi et de la marine. M. DCC. LXVII.
- Nouveau recueil de cantiques spirituels à l'usage des retraites qui se donnent chez les Dames de l'Union chrétienne. — A Brest, chez Romain Malassis, imprimeur ordinaire du Roi et de la marine. 1768, in-8°, 73 p.
- Règlement contenant les États-majors et équipages dont les vaisseaux et autres bâtimens du Roi seront armes ; ensemble les appointemens et soldes de ceux qui doivent les composer. — A Brest, de l'imprimerie de R. Malassis. M. DCC. LXVIII, in-4°.
- Formules pharmaceutiques pour la composition des remèdes usités dans l'Hôpital de la Marine.— Brest, R. Malassis, 1769, in-4°.
- Abrégé de matière médicale à l'usage des chirurgiens de la marine, par M. Maistral, médecin. — Brest, R. Malassis, 1770, 2 vol. in-12.
- Mémoires de la campagne des découvertes dans les mers des Indes, par M. le Ch. Grenier. — A Brest, chez R. Malassis, imprimeur ordinaire du Roi et de la marine. M. DCC. LXX., in-4°, 38 p.,
- Idem. — M. DCC. LXXII, in-4°, 52 p.
- Idem. — M. DCC. LXXXVII, in-4, 212 p.
- Coutumes de Bretagne, par Michel Sauvageau, célèbre Avocat au Parlement de Bretagne. Nouvelle édition. — A Brest, Romain Malassis, imprimeur ordinaire du Roi et de la marine. M. DCC. LXXI.
- Mémoires de l'Académie royale de Marine (Tome 1) (Note : L'Académie royale de Marine créée à Brest en 1752 par M. Bigot de Morogues et reconstituée, en 1763, par M. de Roquefeuil, commandant de la marine, accomplit d'importants travaux scientifiques jusqu'à sa dissolution en 1790). — Brest, chez R. Malassis, imprimeur ordinaire du Roi et de la marine, 1773, in-4°, 444 p., 8 pl.
- Petit glossaire, ou manuel instructif pour faciliter l'intelligence de quelques termes de la coutume de Bretagne. — A Brest, chez R. Malassis, imprimeur du Roi et de la marine. L'an du retour des parlemens, 1774, in-12, 96 p.
- Le Neptune oriental, dédié au Roi, par M. D'Après de Mannevillette. — À Paris, chez Demonville, et à Brest, chez Malassis, imprimeur libraire de la marine. M. DCC. LXXV, in-f°.
- Traité de la construction des vaisseaux ..., par Frédéric-Henri de Chapman ; traduit du suédois par M. Vial du Clairbois. — A Brest, chez Malassis, imprimeur ordinaire du Roi et de la marine, 1781, in-4°, XXV-219 p., 20 pl..
- Statuts et maîtrises accordés au corps des marchands de drap et de soie, merciers, clincailliers et joailliers de Brest et côté de Recouvrance. — A Brest, chez R. Malassis, M. DCC. LXXXIII, 57 p.
- Ar Boquet spirituel eus ar mission hac eus ar retret ... — Brest, R. Malassis, 1784, in-8°.
- Examen de la doctrine d'Hippocrate sur la nature des êtres animés, sur le principe du mouvement de la vie, sur les périodes de la vie humaine, par M. Elie de la Poterie. — A Brest, chez R. Malassis, imprimeur ordinaire du Roi et de la marine, M. DCC. LXXXV, in-8°, 87 p.
- Tactique et signaux de jour, de nuit et de brume, à l'ancre et à la voile, à l'usage de l'escadre d'évolutions commandée par M. le marquis de Nieuil, chef d'escadre. — Brest, R. Malassis, 1787, in-4°.
- États généraux (puis Assemblée nationale). Bulletin de la correspondance de la députation du Tiers-État, puis des communes de la Sénéchaussée de Brest. — A Brest, de l'imprimerie de R. Malassis, imprimeur ordinaire du Roi et de la marine, in-8°. (Recueil trihebdomadaire de 8 à 16 pages, — du 12 mai 1789 à février 1791).